# 鍾蕊
鍾蕊（英語：Isabel Zhong，1992年5月18日—），美國女子羽毛球運動員、演員、歌手和模特兒。

## 簡歷
鍾蕊於秘魯利馬出生，小時候就隨家人移民到美國南加利福尼亞州。2002年，她代表美國參加泛美洲青年羽毛球錦標賽，獲得11歲以下級別的女子單打比賽冠軍。
她畢業於加利福尼亞大學柏克萊分校，主修心理學，副修教育學。期間曾被星探發掘，參與拍攝多個商業廣告、電影，她亦因此決定成為一位專業演員。
2017年9月，鍾蕊出戰墨西哥羽毛球國際賽，除個人拿得女子單打比賽亞軍外，又與马修·福格提合作打進混合雙打比賽準決賽。

## 主要比賽成績
只列出曾進入準決賽的國際賽事成績：
| 年份   | 賽事                   | 公開賽級別 | 項目     | 拍檔        | 成績   |
| ------ | ---------------------- | ---------- | -------- | ----------- | ------ |
| 2010年 | 泛美洲青年羽毛球錦標賽 | 其他       | 混合團體 | －          | 冠軍   |
| 2010年 | 泛美洲青年羽毛球錦標賽 | 其他       | 女子單打 | －          | 季軍   |
| 2017年 | 墨西哥羽毛球國際賽     | 國際系列賽 | 女子單打 | －          | 亞軍   |
| 2017年 | 墨西哥羽毛球國際賽     | 國際系列賽 | 混合雙打 | 马修·福格提 | 準決賽 |
| 2018年 | 美國羽毛球國際系列賽   | 國際系列賽 | 女子單打 | －          | 準決賽 |
| 2020年 | 牙買加羽毛球國際賽     | 國際系列賽 | 混合雙打 | 馬修·福格提 | 準決賽 |

| 2007-2017年 | 首要超級賽 | 超級賽 | 黃金大獎賽 | 大獎賽 | 國際挑戰賽 | 國際系列賽 | 未來系列賽 | 其他 |

| 2018-2026年 | 總決賽 | 超級1000賽 | 超級750賽 | 超級500賽 | 超級300賽 | 超級100賽 | 國際挑戰賽 | 國際系列賽 | 未來系列賽 | 其他 |

### 奧運會和世錦賽參賽紀錄
|          | 搭檔        | 2018 | 2019 | 2021  | 2022 |
| -------- | ----------- | ---- | ---- | ----- | ---- |
| 女子雙打 | 簡佳緯      | －   | 64強 | －    | －   |
|          |             |      |      |       |      |
| 混合雙打 | 马修·福格提 | 64強 | 64強 | 64強1 | 64強 |

1 賽前退賽

## 外部連結
- 鍾蕊在互联网电影资料库（IMDb）上的資料（英文）